# Dharuhera
Dharuhera is een census town in het district Rewari van de Indiase staat Haryana. 

## Demografie
Volgens de Indiase volkstelling van 2001 wonen er 18890 mensen in Dharuhera, waarvan 57% mannelijk en 43% vrouwelijk is. De plaats heeft een alfabetiseringsgraad van 67%. 